# Sofies Welt

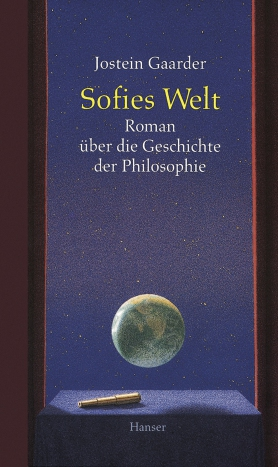
Titel der deutschen Erstausgabe mit Illustration von Quint Buchholz.

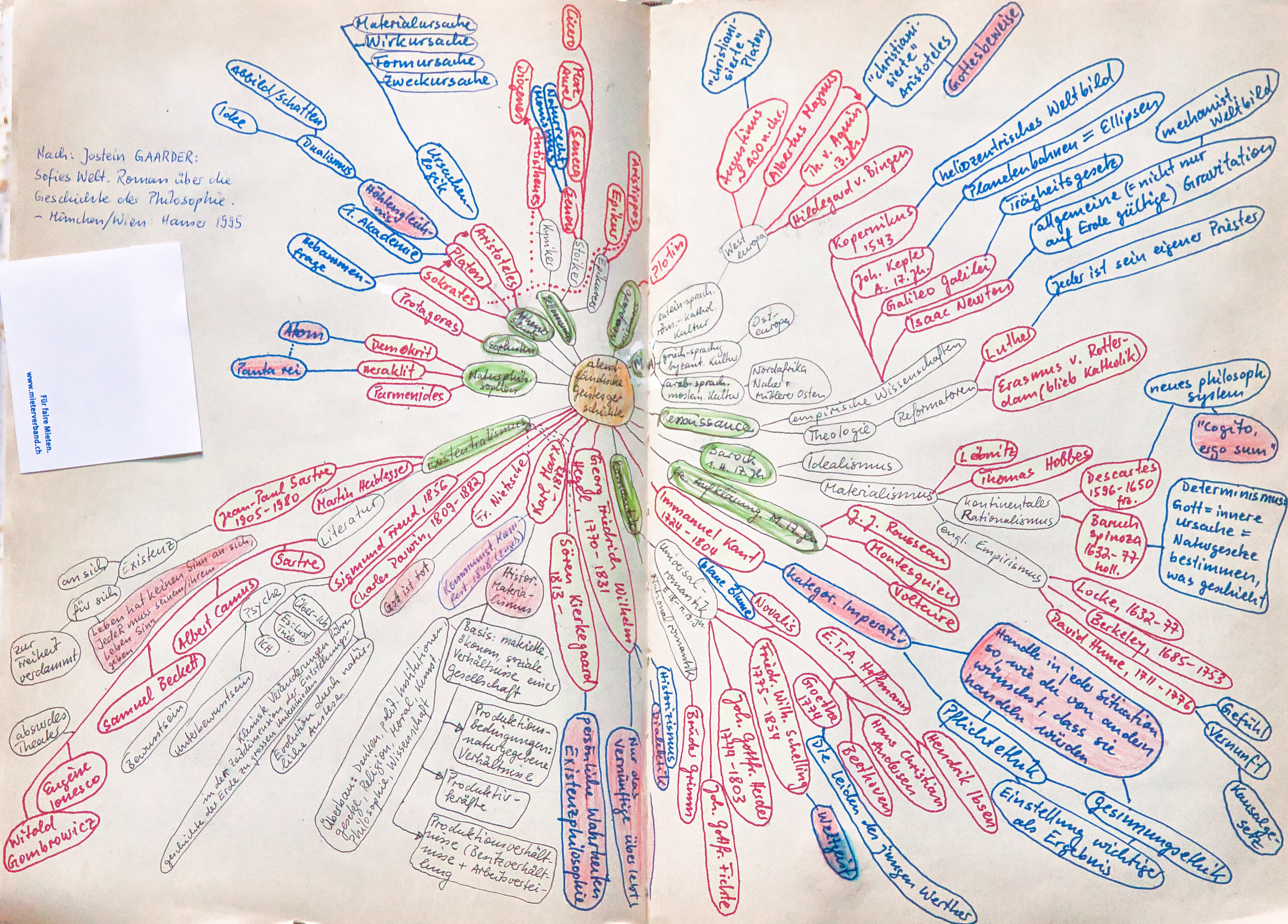
Mindmap zu Sofies Welt

Sofies Welt (norwegischer Originaltitel: Sofies verden) ist ein Roman von Jostein Gaarder über die Geschichte der Philosophie. Das 1991 entstandene Werk des norwegischen Pädagogen und Schriftstellers war zwar als philosophische Einführung für ältere Kinder gedacht, hat aber auch viele erwachsene Leser gefunden. Bis 2017 wurde das Buch in 65 Sprachen übersetzt, wobei es sich weltweit über 40 Millionen Mal verkaufte. Die deutsche Fassung von Gabriele Haefs ist seit 1993 erhältlich. 1997 wurde von Jostein Gaarder und seiner Gattin Siri Dannevig der Sophie-Preis, ein jährlich vergebener, internationaler Umwelt- und Entwicklungspreis, gestiftet.

## Inhalt
Die vierzehnjährige Sofie Amundsen erhält eines Tages einen mysteriösen Brief, in dem sie gefragt wird, wer sie sei. Dadurch angeregt, beginnt sie über sich selbst und ihr Verhältnis zur Welt nachzudenken. Im Laufe der folgenden Wochen bekommt sie regelmäßig neue Briefe mit weiteren Fragen und Denkaufgaben. Es stellt sich heraus, dass ein älterer Mann namens Alberto Knox der Verfasser dieser Briefe ist. Er möchte Sofie auf diese Weise einem Philosophiekurs unterziehen. Jeder Brief ist einer wichtigen Epoche der Philosophie oder einem bekannten Denker gewidmet.
Sofie beginnt im Verlaufe des Buches, ihren vermeintlich sicheren Platz in der Welt in Frage zu stellen, zumal sich unerklärliche Vorfälle ereignen, die darauf hindeuten, dass Sofies Welt nicht diejenige ist, die sie immer vor Augen hatte. Schließlich erfährt sie, dass sie und ihre Umgebung nur Bestandteil eines Buches sind, das von einem im Libanon stationierten UN-Major namens Albert Knag geschrieben wird. Dieser verfasst das Buch für seine Tochter Hilde und möchte es ihr zum Geburtstag schenken. Sofie beginnt über sich und ihr Leben nachzudenken, von dem sie nun weiß, dass es nicht zwangsläufig real ist. Alberto nimmt bald auch persönlich Kontakt zu ihr auf; von da an finden die Philosophiestunden, deren Inhalt stets einzelne große Denker sind, die chronologisch abgehandelt werden, in seinem Haus statt.
Nun mischt sich der Major immer stärker in das Geschehen ein und Alberto beginnt, sich eine Gegenstrategie auszudenken, mit der er und Sofie ihrerseits den Major überlisten wollen. Am Tag der Feier zu ihrem 15. Geburtstag gelingt den beiden anscheinend die Flucht aus der Geschichte. Ob sie ihrem Dasein als fiktive Personen wirklich entkommen können, lässt das Buch offen.

## Auszeichnungen in Deutschland
- Luchs des Monats September 1993
- Deutscher Jugendliteraturpreis 1994
- Preis der deutschen Schallplattenkritik 1995

## Ausgaben
- „Sofies Welt – Roman über die Geschichte der Philosophie“, aus dem Norwegischen von Gabriele Haefs, München / Wien 1993, Carl Hanser Verlag, München ISBN 978-3-446-17347-7. (63 Wochen lang in den Jahren 1994 und 1995 auf dem Platz 1 der Spiegel-Bestsellerliste)
- dasselbe: Audiobook: 5 CD-Roms,Der Hörverlag, München 2003 (Produktionsjahr: 1995), ISBN 978-3-89940-255-1.

## Vermarktung
Im Jahr 1999 wurde das Buch von dem norwegischen Regisseur Erik Gustavson verfilmt. Der Film Sofies Welt gehört zu den Amphibienfilmen, d. h., es wurde sowohl eine Kinofilmfassung als auch eine Fernsehserienfassung gedreht.
Sofies Welt diente außerdem als Vorlage für ein Hörbuch, eine CD-ROM und ein Brettspiel.
Außerdem kam Sofies Welt im Jahr 1998 als Musical auf die Bühne. Musik und Text stammen von den beiden Norwegern Gisle Kverndokk und Øystein Wiik.

## Adaptionen
- Karl-Josef Durwen: Sofies Spiegelwelt. Hamburg 2019, ISBN 978-3-7482-9624-9.[4]
- Nora K. & Vittorio Hösle: Das Café der toten Philosophen. München 2001, ISBN 3-406-47574-4.[5]